# Јоџиро Такахаги
Јоџиро Такахаги (јап. 髙萩 洋次郎; 2. август 1986) јапански је фудбалер.

## Каријера
Током каријере је играо за Санфрече Хирошима, Ехиме, Токио и многе друге клубове.

## Репрезентација
За репрезентацију Јапана дебитовао је 2013. године. За тај тим је одиграо 3 утакмице.

## Статистика
| Јапан  | Јапан   | Јапан  |
| Година | Наступи | Голови |
| ------ | ------- | ------ |
| 2013.  | 2       | 0      |
| 2014.  | 0       | 0      |
| 2015.  | 0       | 0      |
| 2016.  | 0       | 0      |
| 2017.  | 1       | 0      |
| Укупно | 3       | 0      |